# Premariacco
Premariacco é uma comuna italiana da região do Friuli-Venezia Giulia, província de Udine, com cerca de 4.001 habitantes. Estende-se por uma área de 39 km², tendo uma densidade populacional de 103 hab/km². Faz fronteira com Buttrio, Cividale del Friuli, Corno di Rosazzo, Manzano, Moimacco, Pradamano, Remanzacco.

## Demografia
| Variação demográfica do município entre 1861 e 2011                               |
|                                                                                   |
| Fonte: Istituto Nazionale di Statistica (ISTAT) - Elaboração gráfica da Wikipedia |